# Раума
Ра́ума (фин. Rauma [ˈrɑumɑ], швед. Raumo) — город на западе Финляндии, на побережье Ботнического залива. В ряде дореволюционных источников, например в «ЭСБЕ», описывается как Раумо.

## География
Расстояния до крупных городов по автодорогам: Хельсинки — 240 км, Тампере — 140 км, Турку — 90 км, Пори — 50 км.

## История
Раума получила статус города 17 апреля 1442 года.
5 ноября 1947 года на местном химическом заводе произошла авария, в результате которой погибло 19 человек.

## Культура
Раума славится высококачественным кружевом (известно с XVII века) и старой деревянной архитектурой в центре (Старая Раума), которая находится под охраной ЮНЕСКО с 1991 года.
С 1971 года в городе проходит ежегодная Неделя кружевоплетения.
В городе есть Музей северного мореплавания.

## Население
Население превышает 38,2 тысяч человек (2023).

## Города-побратимы
По состоянию на начало 2014 года у Раумы было пять городов-побратимов:
- Евле
- Йёвик
- Капошвар
- Колпино
- Нествед

До декабря 2013 года побратимом Раумы был также исландский Аульфтанес.